# Crossford, Fife
Crossford är en ort i Storbritannien.   Den ligger i kommunen Fife och riksdelen Skottland, i den centrala delen av landet, 500 km norr om huvudstaden London. Crossford ligger 42 meter över havet och antalet invånare är 2 448.
Terrängen runt Crossford är huvudsakligen platt, men norrut är den kuperad. Havet är nära Crossford åt sydväst. Runt Crossford är det tätbefolkat, med 383 invånare per kvadratkilometer. Närmaste större samhälle är Dunfermline, 3,5 km nordost om Crossford. Trakten runt Crossford består i huvudsak av gräsmarker.